# A Lyga 2019
La A Lyga 2019 fue la edición número 30 de la A Lyga. La temporada comenzó el 3 de marzo y terminó el 18 de noviembre. Sūduva es el vigente campeón.

## Sistema de competición
Los equipos jugaron entre sí, todos contra todos, cuatro veces, totalizando 28 partidos cada uno. Al término de la Fase regular, los seis primeros se clasificaron al Grupo campeonato. El último clasificado descendió a la 1 Lyga, mientras que el penúltimo clasificado jugó el Play-off de relegación contra el subcampeón de la 1 Lyga 2019 el cual determinó cual de los dos jugará en la A Lyga la próxima temporada.
Los seis equipos que se clasificaron al Grupo campeonato jugarán entre sí, todos contra todos, dos veces, totalizando 10 partidos más cada uno. Los resultados obtenidos en esta fase se sumaron a los obtenidos en la anterior. Al final de las 38 jornadas, el primer clasificado obtuvo acceso a la primera ronda de la Liga de Campeones 2020-21. El segundo y tercer clasificado obtuvieron pase para la primera ronda de la Liga Europea 2020-21.
Un tercer pase para la Liga Europea 2020-21 fue asignado al campeón de la Copa de Lituania.

## Equipos participantes
En febrero de 2019 el FK Trakai obtuvo el permiso para cambiar su nombre a FK Riteriai de Vilnius.
| Equipo         | Ciudad      | Estadio                       | Capacidad |
| -------------- | ----------- | ----------------------------- | --------- |
| Atlantas       | Klaipėda    | Klaipėdos centrinis stadiomas | 4.000     |
| Kauno Žalgiris | Kaunas      | Tauro SM stadionas            | 500       |
| Palanga        | Palanga     | Centrinis stadionas           | 1.400     |
| Panevėžys      | Panevėžys   | Estadio Aukštaitija           | 3.000     |
| Riteriai       | Vilnius     | Estadio LFF                   | 5.400     |
| Stumbras       | Kaunas      | NFA                           | 1.500     |
| Sūduva         | Marijampolė | ARVI Arena                    | 6250      |
| Žalgiris       | Vilnius     | Estadio LFF                   | 5.400     |

### Ascensos y descensos
| Pos. | Ascendido de 1 Lyga 2018 |
| ---- | ------------------------ |
| 1    | Panevėžys                |

| Pos. | Descendido de A Lyga 2018 |
| ---- | ------------------------- |
| 8    | Jonava                    |

## Fase regular

### Clasificación
| Pos. | Equipo         | Pts. | PJ | G  | E | P  | GF | GC | Dif. | Clasificación 2019           |
| ---- | -------------- | ---- | -- | -- | - | -- | -- | -- | ---- | ---------------------------- |
| 1    | Sūduva         | 75   | 28 | 25 | 0 | 3  | 74 | 15 | +59  | Ronda por el campeonato      |
| 2    | Žalgiris       | 65   | 28 | 21 | 2 | 5  | 67 | 22 | +45  | Ronda por el campeonato      |
| 3    | Riteriai       | 46   | 28 | 13 | 7 | 8  | 44 | 29 | +15  | Ronda por el campeonato      |
| 4    | Kauno Žalgiris | 44   | 28 | 13 | 5 | 10 | 48 | 39 | +9   | Ronda por el campeonato      |
| 5    | Panevėžys      | 31   | 28 | 8  | 7 | 13 | 41 | 53 | −12  | Ronda por el campeonato      |
| 6    | Atlantas       | 26   | 28 | 7  | 5 | 16 | 26 | 53 | −27  | Ronda por el campeonato      |
| 7    | Palanga        | 19   | 28 | 6  | 1 | 21 | 29 | 70 | −41  | Promoción por la permanencia |
| 8    | Stumbras (D)   | 15   | 28 | 4  | 3 | 21 | 12 | 60 | −48  | Descalificado                |

Actualizado a los partidos jugados el 26 de octubre de 2018.
 Fuente: Soccerway
Notas:
1. ↑  Stumbras se le fue revocada la licencia de liga el 27 junio de 2019, todos los partidos restantes serán dados como derrota por 0-3[2]

### Tabla de resultados cruzados
| Local \ Visitante | ATL | KŽA | PAL | PAN | RIT | STU | SŪD | ŽAL |
| ----------------- | --- | --- | --- | --- | --- | --- | --- | --- |
| Atlantas          | —   | 2–0 | 2–1 | 2–1 | 2–3 | 0–0 | 0–5 | 0–3 |
| Kauno Žalgiris    | 2–1 | —   | 6–1 | 2–0 | 3–1 | 4–3 | 0–3 | 3–4 |
| Palanga           | 2–1 | 0–3 | —   | 1–1 | 1–3 | 2–1 | 0–2 | 1–4 |
| Panevėžys         | 4–1 | 1–1 | 2–1 | —   | 1–2 | 1–1 | 1–2 | 0–3 |
| Riteriai          | 0–0 | 1–0 | 3–1 | 1–1 | —   | 0–0 | 1–2 | 1–0 |
| Stumbras          | 2–0 | 0–1 | 0–3 | 1–0 | 0–3 | —   | 2–0 | 1–0 |
| Sūduva            | 4–0 | 1–0 | 3–0 | 2–1 | 2–1 | 2–0 | —   | 1–0 |
| Žalgiris          | 3–0 | 3–1 | 5–1 | 2–1 | 1–1 | 2–1 | 1–0 | —   |

| Local \ Visitante | ATL | KŽA | PAL | PAN | RIT | STU | SŪD | ŽAL |
| ----------------- | --- | --- | --- | --- | --- | --- | --- | --- |
| Atlantas          | —   | 1–1 | 0–1 | 0–2 | 2–1 | 3–0 | 0–4 | 1–3 |
| Kauno Žalgiris    | 1–0 | —   | 4–0 | 2–2 | 1–0 | 3–0 | 0–2 | 1–2 |
| Palanga           | 0–2 | 2–3 | —   | 1–2 | 1–3 | 3–0 | 0–4 | 0–4 |
| Panevėžys         | 1–1 | 3–3 | 3–1 | —   | 4–2 | 3–0 | 2–7 | 0–2 |
| Riteriai          | 1–1 | 0–0 | 1–0 | 4–0 | —   | 3–0 | 1–2 | 1–1 |
| Stumbras          | 0–3 | 0–3 | 0–3 | 0–3 | 0–3 | —   | 0–3 | 0–3 |
| Sūduva            | 4–1 | 3–0 | 5–0 | 3–1 | 1–2 | 2–0 | —   | 1–0 |
| Žalgiris          | 4–0 | 3–0 | 3–2 | 5–0 | 2–1 | 3–0 | 1–3 | —   |

## Grupo campeonato

### Clasificación
| Pos. | Equipo         | Pts. | PJ | G  | E | P  | GF | GC | Dif. | Clasificación 2020–21                 |
| ---- | -------------- | ---- | -- | -- | - | -- | -- | -- | ---- | ------------------------------------- |
| 1    | Sūduva (C)     | 87   | 33 | 29 | 0 | 4  | 95 | 24 | +71  | Primera ronda de la Liga de Campeones |
| 2    | Žalgiris       | 74   | 33 | 24 | 2 | 7  | 79 | 29 | +50  | Primera ronda de la Liga Europa       |
| 3    | Riteriai       | 55   | 33 | 16 | 7 | 10 | 57 | 36 | +21  | Primera ronda de la Liga Europa       |
| 4    | Kauno Žalgiris | 53   | 33 | 16 | 5 | 12 | 54 | 45 | +9   | Primera ronda de la Liga Europa       |
| 5    | Panevėžys      | 37   | 33 | 10 | 7 | 16 | 49 | 63 | −14  |                                       |
| 6    | Atlantas       | 26   | 33 | 7  | 5 | 21 | 30 | 78 | −48  |                                       |

Actualizado a los partidos jugados el 27 de noviembre de 2019.
 Fuente: Soccerway
Notas:
1. ↑  Tras ganar la Copa de Lituania, el Sūduva  obtiene una plaza para participar en la Liga Europa 2019-20, pero al estar clasificado por su posición de liga a la Liga de Campeones, la plaza recae en el cuarto clasificado.

### Tabla de resultados cruzados
| Local \ Visitante | ATL | KŽA | PAN | RIT | SŪD | ŽAL |
| ----------------- | --- | --- | --- | --- | --- | --- |
| Atlantas          | —   | 0–2 | 1–4 | —   | —   | —   |
| Kauno Žalgiris    | —   | —   | 1–0 | —   | —   | 1–2 |
| Panevėžys         | —   | —   | —   | 2–0 | 1–5 | —   |
| Riteriai          | 5–2 | 0–1 | —   | —   | 5–1 | —   |
| Sūduva            | 9–1 | 4–1 | —   | —   | —   | 2–1 |
| Žalgiris          | 5–0 | —   | 3–1 | 1–3 | —   | —   |

## Play-off de relegación
Será jugado entre el penúltimo clasificado de la liga y el subcampeón de la 1 Lyga 2018.
| Ida, 3 de noviembre de 2019, 12:00; | Banga                        | 2:0 (1:0) | Palanga | Gargždų m. stadionas, Gargždai |                               |
|                                     | - Renato 15' - Bačanskis 57' | Reporte   |         | Árbitro(s): Gediminas Mažeika  | Árbitro(s): Gediminas Mažeika |

| Vuelta, 9 de noviembre de 2019, 12:00; | Palanga                       | 2:2 (0:1) (Global 2:4) | Banga              | Klaipėdos DDA stadionas, Klaipėda                              |                                                                |
|                                        | - Mošnikov 66' - Jurjević 75' | Reporte                | - 45' 90+3' Bičkus | Asistencia: 200 espectadores Árbitro(s): Manfredas Lukjančukas | Asistencia: 200 espectadores Árbitro(s): Manfredas Lukjančukas |

## Goleadores
| Pos. | Jugador         | Club           | Goles |
| ---- | --------------- | -------------- | ----- |
| 1    | Tomislav Kiš    | Žalgiris       | 25    |
| 2    | Mihret Topčagić | Sūduva         | 20    |
| 3    | Terem Moffi     | Riteriai       | 17    |
| 4    | Liviu Antal     | Žalgiris       | 14    |
| 5    | João Figueiredo | Kauno Žalgiris | 10    |